# 372
Évszázadok: 3. század – 4. század – 5. század
Évtizedek: 320-as évek – 330-as évek – 340-es évek – 350-es évek – 360-as évek – 370-es évek – 380-as évek – 390-es évek – 400-as évek – 410-es évek – 420-as évek
Évek: 367 – 368 – 369 – 370 –  371 – 372 – 373 – 374 – 375 – 376 – 377

## Események

### Római Birodalom
- Domitius Modestust és Flavius Arintheust választják consulnak.
- Valentinianus császár megtámadja az alemannok bucinobantes törzsét, elűzi királyukat, Macrianust és helyére Fraomart ülteti. Macrianus azonban hamarosan visszatér és visszaszerzi uralmát.
- Flavius Theodosius Illyricumban a szarmaták ellen visel hadat.
- Észak-Afrikában Firmus a berber jubaleni törzs királya lesz, miután meggyilkolta féltestvérét, Zammacot. Mivel Romanus africai kormányzó Zammac barátja volt, Firmus kénytelen fellázadni a római uralom ellen. Valentinianus császár Theodosiusra bízza a felkelés leverését.

### Kína
- Meghal Csien-ven császár. Utóda tíz éves fia, Sze-ma Jao, aki a Hsziao-vu uralkodói nevet veszi fel. A tényleges hatalom azonban Huan Ven hadvezér kezében van.

### Korea
- Kínai követség érkezik Korai Csin államból Kogurjóba. Buddhista szerzetesek megismertetik a vallást Szoszurim királlyal, aki templomot építtet a számukra. Szoszurim konfuciánus iskolát is építtet a nemesség gyerekeinek oktatására.

## Halálozások
- Csin Csien-ven-ti, kínai császár
- Ephesusi Maximus, neoplatonista filozófus

## Fordítás
- Ez a szócikk részben vagy egészben  a(z)   372 című angol Wikipédia-szócikk ezen változatának fordításán alapul.  Az eredeti cikk szerkesztőit annak laptörténete sorolja fel. Ez a jelzés csupán a megfogalmazás eredetét és a szerzői jogokat jelzi, nem szolgál a cikkben szereplő információk forrásmegjelöléseként.